# Мерчант, Джей
Джей Ме́рчант (англ. Jay Merchant; род. 16 мая 1982, Ред-Дир, Альберта) — австралийский и канадский кёрлингист и тренер по кёрлингу.
В составе мужской сборной Австралии участник шести Тихоокеанско-азиатских чемпионатов (лучший результат — четвёртое место в 2014 и 2017). Семикратный чемпион Австралии среди мужчин. В составе смешанной парной сборной Австралии участник чемпионата мира 2013 (заняли двадцать второе место). Чемпион Австралии среди смешанных пар.

## Достижения
- Чемпионат Австралии по кёрлингу среди мужчин: золото (2011, 2014, 2015, 2016, 2017, 2018, 2019, 2022, 2023).
- Чемпионат Австралии по кёрлингу среди смешанных пар: золото (2012), серебро (2017, 2018).

## Команды
| Сезон                                               | Четвёртый       | Третий       | Второй            | Первый           | Запасной                                                        | Турниры                          |
| --------------------------------------------------- | --------------- | ------------ | ----------------- | ---------------- | --------------------------------------------------------------- | -------------------------------- |
| Канада                                              |                 |              |                   |                  |                                                                 |                                  |
| 2007—08                                             | Guy Hemmings    | Пьер Шаретт  | Джей Мерчант      | Джейми Кораб     | Mark Homan                                                      |                                  |
| Австралия                                           |                 |              |                   |                  |                                                                 |                                  |
| 2011—12                                             | Хью Милликин    | Иэн Палангио | Джей Мерчант      | Стивен Джонс     |                                                                 | ЧАМ 2011                         |
| 2014—15                                             | Хью Милликин    | Иэн Палангио | Джей Мерчант      | Shawn MacLachlan |                                                                 | ЧАМ 2014                         |
| 2014—15                                             | Иэн Палангио    | Джей Мерчант | Дин Хьюитт        | Стивен Джонс     | тренер: Archie Merchant                                         | ТАЧ 2014 (4 место)               |
| 2015—16                                             | Иэн Палангио    | Джей Мерчант | Дин Хьюитт        | Derek Smith      | тренер: Archie Merchant (ТАЧ)                                   | ЧАМ 2015 · ТАЧ 2015 (5 место)    |
| 2016—17                                             | Иэн Палангио    | Джей Мерчант | Дин Хьюитт        | Derek Smith      | тренер: Archie Merchant (ТАЧ)                                   | ЧАМ 2016 · ТАЧ 2016 (7 место)    |
| 2017—18                                             | Дин Хьюитт      | Иэн Палангио | Christopher Ordog | Хью Милликин     | Джей Мерчант тренер: Archie Merchant (ТАЧ)                      | ЧАМ 2017 · ТАЧ 2017 (4 место)    |
| 2018—19                                             | Дин Хьюитт      | Джей Мерчант | Rupert Jones      | Иэн Палангио     |                                                                 | ЧАМ 2018                         |
| 2018—19                                             | Дин Хьюитт      | Джей Мерчант | Иэн Палангио      | Стивен Джонс     | Dustin Armstrong                                                | ТАЧ 2018 (7 место)               |
| 2018—19                                             | Дин Хьюитт      | Джей Мерчант | Tanner Davis      | Иэн Палангио     |                                                                 | ЧМ (квал.) 2019 (7 место)        |
| 2019—20                                             | Дин Хьюитт      | Шон Холл     | Tanner Davis      | Джей Мерчант     | Matthew Millikin (ТАЧ) тренер: Archie Merchant (ТАЧ)            | ЧАМ 2019 · ТАЧ 2019 (6 место)    |
| 2022—23                                             | Дин Хьюитт      | Джей Мерчант | Tanner Davis      | Justin Grundy    | Iain Grundy (ПКЧ) тренеры (ПКЧ): Chad Merchant, Archie Merchant | ЧАМ 2022 · ПКЧ 2022 (7 место)    |
| 2023—24                                             | Дин Хьюитт      | Джей Мерчант | Tanner Davis      | Justin Grundy    | Thomas Bence тренеры: Archie Merchant, Chad Merchant            | ЧАМ 2023 · ПКЧ 2023 (6 место)    |
| Кёрлинг среди смешанных пар (mixed doubles curling) |                 |              |                   |                  |                                                                 |                                  |
| 2012—13                                             | Линетт Гилл     | Джей Мерчант |                   |                  | тренер: Archie Merchant (ЧМСП)                                  | ЧАСП 2012 · ЧМСП 2013 (22 место) |
| 2017—18                                             | Ким Фордж       | Джей Мерчант |                   |                  |                                                                 | ЧАСП 2017                        |
| 2018—19                                             | Waverley Taylor | Джей Мерчант |                   |                  |                                                                 | ЧАСП 2018                        |

(скипы выделены полужирным шрифтом)

## Результаты как тренера национальных сборных
| Год  | Турнир                                              | Сборная                    | Место |
| ---- | --------------------------------------------------- | -------------------------- | ----- |
| 2010 | Тихоокеанско-азиатский чемпионат по кёрлингу 2010   | Австралия (мужчины)        | 3     |
| 2011 | Чемпионат мира по кёрлингу среди смешанных пар 2011 | Австралия (смешанная пара) | 16    |
| 2017 | Чемпионат мира по кёрлингу среди смешанных пар 2017 | Австралия (смешанная пара) | 18    |

## Частная жизнь
Родился и вырос в Канаде, там же начал заниматься кёрлингом, в том числе на высоком уровне, участвовал в турнирах серии «Мировой тур по кёрлингу». В 2010 переехал в Австралию по приглашению Олимпийского комитета Австралии, чтобы работать в качестве играющего тренера в ведущих австралийских командах и национальных сборных; вне кёрлинга он работает юристом.
Окончил Летбриджский университет.